# Locomotives à vapeur françaises

## Locomotives des anciennes compagnies
Il s'agit des locomotives acquises par les anciennes compagnies et réformées avant la création de la SNCF le 1er janvier 1938.

### Compagnie des chemins de fer de l'Est
- 220 Est 801 à 840
- 030 T Est 0.171 à 0.182, 0.201 à 0.210 et 0.242 à 0.249 série 6

### Direction générale impériale des chemins de fer d'Alsace-Lorraine
- G1 EL 1001 à 1039
- G2 EL 1040 à 1100 et 1251 à 1291
- G3 EL 1215 à 1248
- G11 EL 5501 à 5547
- T1 EL 2001 à 2012
- T2 EL 2013 à 2043 et 2044
- T3 EL 2044 à 2113 et 6142 à 6144 en partie
- T4 EL 2120 à 2144 et T4 EL 6401 à 6410
- T5 EL 2145 et 2146 et T5 EL 6601 à 6637 en partie
- T9.3 EL 7051 à 7182 en partie

### Compagnie des chemins de fer du Nord
- 120 Nord 701, 1re locomotive compound à 4 cylindres, prototype
- 220 Nord 2.121 à 2.180
- 130 Nord 3.101, prototype
- 232 Nord 3.1101 à 3.1102, prototypes "Baltic" Du-Bousquet. La 3.1102 est conservée (écorchée)

### Compagnie des chemins de fer de l'Ouest
- 220 Ouest 902 et 903, puis 501 et 502, prototypes
- 230 Ouest 2301 à 2304
- 231 Ouest 2901 et 2902, puis 6001 et 6002, puis 231-001 et 231-002, prototypes
- 030 T Ouest 1374 à 1383, ex-Compagnie de l'Eure

### Administration des chemins de fer de l'État
- 220 État 2701 à 2706

### Compagnie des chemins de fer du Midi et du Canal latéral à la Garonne
- 120 T Midi série 101 à 148
- 032 T Midi série 308 à 344

### Compagnie des chemins de fer de Paris à Lyon et à la Méditerranée
- 120 PLM C 51, prototypes
- 121 PLM C 1 et C 2, prototypes
- 121 PLM C 11 et C 12, prototypes
- 220 PLM C 61 à C 180, "Coupe-vent" compound 4 cylindres, 220 A SNCF
- 221 PLM 2991 à 3000
- 230 PLM 2431 à 2599, 230 C
- 230 PLM 2601 à 2760, 230 B SNCF
- 230 PLM 3401 à 3735, issues des 220 C, 230 A SNCF
- 230 PLM 2693, prototype

## Locomotives régionalesSNCF
Il s'agit des locomotives acquises par les anciennes compagnies et intégrées au parc de la SNCF au 1er janvier 1938. Elles ont été affectées par régions, avec une numérotation régionale spécifique et un chiffre allant de 1 à 6 placé devant le numéro de la machine qui indique la région.
La lettre « A » désignant les séries les plus anciennes et par ordre croissant de l'alphabet les séries de moins en moins anciennes. (Voir l'article : plaques d'immatriculation)
Le numéro d'ordre dans la série SNCF est généralement constitué des 3 derniers chiffres de l'ancienne immatriculation des anciens réseaux (les zéros non significatifs ne sont pas toujours supprimés).
- Exemple 1 : la locomotive AL n° 8630 devient [1] 242 TA 630.
- Exemple 2 : la locomotive ÉTAT n° 140-101 devient [3] 140 C 101.

Exception : la région Nord qui a renuméroté toutes les séries depuis le no 1.
- Exemple : la locomotive NORD n° 3.513 devient [2] 230 D 1.

Nota 1 : Les locomotives du PLM ont gardé leur immatriculation, le système utilisé étant le même (seul l'indice T changera de place).
Nota 2 : La région Nord n'a jamais posé de plaques d'immatriculation moulées sur les locomotives et tenders provenant de l'ancien réseau du Nord. Les numéros ont été peints lors de la dépose des anciennes plaques Nord.
Nota 3 : Une partie des locomotives ÉTAT et AL ont conservé pendant un temps (jusqu'à plus de 25 ans pour les ex. ÉTAT) leurs anciennes plaques d'immatriculation en plus de l'immatriculation SNCF.

### Région Est (1)

#### Origine EST
|                          |                                                  |                                            | |  |  |  |
| Locomotives avec Tender  |                                                  |                                            | |  |  |  |
|                          |                                                  |                                            | |  |  |  |
| Série 4                  | no 441 à 485                                     | 021 A entre 446 et 478                     | |  |  |  |
| Série 8v                 | no 2401 à 2432                                   | 220 A 401 à 432                            | |  |  |  |
| Série 8v                 | no 2601 et 2602                                  | 221 A 601 et 602                           | Prototypes                                                                                         |  |  |  |
| Série 9                  | no 1002 et 1005                                  | 030 A 2, 4 et 5                            | Prototypes                                                                                         |  |  |  |
| Série 9                  | no 3001 à 3014                                   | 030 B 1 à 14                               | |  |  |  |
| Série 8C et 8CS          | no 30252 à 30428                                 | 130 A entre 252 et 428                     | |  |  |  |
| Série 8C et 8CS          | no 30254 à 30766                                 | 130 B entre 254 et 489 et entre 701 et 766 | |  |  |  |
| Série 11 et 11S          | no 3401 à 3500                                   | 230 A 401 à 500                            | |  |  |  |
| Série 11, 11s et 11s bis | no 3501 à 3890                                   | 230 B 501 à 890                            | |  |  |  |
| Série 11S                | no 3103 à 3280                                   | 230 J entre 108 et 219                     | Pour le reste des locomotives non transformées en 230 K                                            |  |  |  |
|                          | no 230 103 à 230 280                             | 230 K 103 à 280                            | |  |  |  |
| Série 11s                | no 31001 à 31040                                 | 231 B 1 à 40                               | Pacific type "État" dites "TP", réimmatriculées : no 231.001 à 231.040 lors de leur transformation |  |  |  |
| Série 12S                | no 231 051 à 231 073                             | 231 C 51 à 73                              | Pacific "Chapelon" 2e type                                                                         |  |  |  |
| Série 9                  | no 0501 à 0691                                   | 040 A entre 501 et 691                     | |  |  |  |
| Série 12S                | no 4003 à 4175                                   | 140 A 3 à 175                              | |  |  |  |
|                          | no 40 001                                        | 241 A 1                                    | Prototype, réimmatriculé : Série 13 no 241 001                                                     |  |  |  |
| Série 13                 | no 241 002 à 241 041                             | 241 A 2 à 41                               | |  |  |  |
|                          | no 5211 à 5335                                   | 150 E 1 à 195                              | Réimmatriculé : Série 13 no 150 001 à 150 195                                                      |  |  |  |
|                          |                                                  |                                            | |  |  |  |
| Locomotives-Tender       |                                                  |                                            | |  |  |  |
|                          |                                                  |                                            | |  |  |  |
| Série 6                  | no 0.171 à 0.182, 0.201 à 0.210 et 0.242 à 0.249 | 030 TB 203                                 | |  |  |  |
| Série 8                  | no 613 à 742                                     | 031 TA 613 à 742                           | |  |  |  |
| Série 8                  | n° V 613 à V 666                                 | 131 TA 613 à 637 et 647 à 666              | |  |  |  |
| Série 11s bis            | no 32 001 à 32 050                               | 131 TB 1 à 50                              | |  |  |  |
| Série 8                  | n° B 684 à B 733                                 | 230 TA 684 à 733                           | |  |  |  |
|                          | no 3901 à 3940                                   | 232 TA 901 à 940                           | Réimmatriculé : Série 11s bis no 33 901 à 33 940                                                   |  |  |  |
| Série 9                  | no 4901 à 4990                                   | 040 TA 901 à 990                           | |  |  |  |
| Série 11s                | no 4401 à 4512                                   | 141 TB 401 à 512                           | |  |  |  |
| Série 12S                | no 141 701 à 141 742                             | 141 TC 701 à 742                           | |  |  |  |
|                          | no 5001 et 5002 et 5901 à 5925                   | 151 TA 701 à 727                           | Réimmatriculé : Série 13 no 151 701 à 151 727                                                      |  |  |  |
| Série 13                 | no 151 751 à 151 780                             | 151 TC 751 à 780                           | |  |  |  |

#### Origine AL
|                         |                               |                        |                                                              |  |  |  |
| Locomotives avec Tender |                               |                        |                                                              |  |  |  |
|                         |                               |                        |                                                              |  |  |  |
| G 4                     | no 3810                       | 030 C 810              | ex C 26 no 595                                               |  |  |  |
| G 5.2 et G 5.5          | no 4001 à 4273                | 130 C entre 62 et 273  |                                                              |  |  |  |
| P 7                     | no 2301 à 2330                | 230 C 301 à 330        |                                                              |  |  |  |
| S 9                     | no 901 à 980                  | 230 D 901 à 980        |                                                              |  |  |  |
| S 10.1                  | no 1101 à 1117                | 230 G 101 à 117        |                                                              |  |  |  |
| S 12                    | no 1301 à 1308                | 231 A 301 à 308        |                                                              |  |  |  |
| S 14                    | no 1311 à 1350                | 231 B 311 à 350        | Pacific type "État" dites "TP"                               |  |  |  |
| S 16                    | no 1401 et 1402               | 231 D 1 et 2           | Prototypes                                                   |  |  |  |
| G 8.1                   | no 5151 à 5287                | 040 D 151 à 287        |                                                              |  |  |  |
| G 10                    | no 5401 à 5435                | 050 B 401 à 435        |                                                              |  |  |  |
| G 12.1                  | no 5551 à 5562                | 150 B 551 à 652        | Série complétée par 5 unités Armistice 1918 (no 5546 à 5550) |  |  |  |
| G 12                    | no 5563 à 5680                | 150 C 563 à 680        | Série complétée par 9 unités Armistice 1918 (no 5681 à 5689) |  |  |  |
| G 16                    | no 5901 et 5902               | 151 A 901 et 902       | Prototypes                                                   |  |  |  |
|                         |                               |                        |                                                              |  |  |  |
| Locomotives-Tender      |                               |                        |                                                              |  |  |  |
|                         |                               |                        |                                                              |  |  |  |
| T 5                     | no 6601 à 6637                | 122 TA 601 à 637       |                                                              |  |  |  |
| T 3                     | no 2066                       | 030 TA 66              |                                                              |  |  |  |
| T 3                     | no 6125, 6130 et 6134         | 030 TB 125, 130 et 134 |                                                              |  |  |  |
| T 9.3                   | no 7051 à 7182                | 130 TA entre 51 et 191 |                                                              |  |  |  |
| T 12                    | no 7701 à 7726                | 130 TB 703 à 729       |                                                              |  |  |  |
| T 17                    | no 8301 à 8366                | 232 TB 301 à 366       |                                                              |  |  |  |
| T 18                    | no 8401 à 8427                | 232 TC 401 à 427       |                                                              |  |  |  |
| T 37                    | no 111 à 123                  | 040 TB 111 à 123       | Locomotives à voie métrique                                  |  |  |  |
| T 13                    | no 7901 à 7960                | 040 TC 901 à 964       |                                                              |  |  |  |
| T 14                    | no 8501 à 8540                | 141 TA 501 à 540       |                                                              |  |  |  |
| T 20                    | no 8601 à 8630                | 242 TA 601 à 630       |                                                              |  |  |  |
| T 16 et T 16.1          | no 8101 à 8112 et 8113 à 8118 | 050 TA 101 à 118       |                                                              |  |  |  |
| T 19                    | no 8201 à 8213                | 151 TB 201 à 213       | Transformation des G 11                                      |  |  |  |

#### Autres compagnies et mutations d'autres régions
|                         |                           |                        |                                                           |  |  |  |
| Locomotives avec Tender |                           |                        |                                                           |  |  |  |
|                         |                           |                        |                                                           |  |  |  |
| Pacific ÉTAT dite "TP"  | n° entre 501 et 783       | 231 B 41 à 50          | ex 3-231 C entre 501 et 783 puis 1-231 B 301 à 310        |  |  |  |
| Pacific ÉTAT dite "TP"  | n° 3661 à 3680            | 231 B 351 à 370        | ex PO puis S14 no 1351 à 1370                             |  |  |  |
| Pacific PO              | no 3701 à 3717            | 231 C 401 à 417        | Pacific "Chapelon" 1er type, ex PO puis 4-231 F 701 à 717 |  |  |  |
| Pacific PLM             | n° entre 2 et 285         | 231 G entre 2 et 285   | ex 5-231 G 2 à 285, pour 45 locomotives                   |  |  |  |
| Pacific PLM             | n° entre 2 et 86          | 231 K entre 2 et 86    | ex 5-231 K 2 à 86, pour 51 locomotives                    |  |  |  |
| 140 ALVF                | no 1 à 70                 | 140 C 1 à 35           | Identiques aux locomotives 3-140 C et 5-140 K             |  |  |  |
|                         | no 241-001 à 241-049 ÉTAT | 241 A 42 à 90          | ex 3-241 A 1 à 49, puis 1-241 A 301 à 349                 |  |  |  |
|                         | no 150-001 à 150-010 ÉTAT | 150 E 196 à 205        | ex 3-150 A 1 à 10                                         |  |  |  |
|                         | no 1 à 10 PLM             | 151 A 1 à 10           | ex 5-151 A à 10                                           |  |  |  |
|                         |                           |                        |                                                           |  |  |  |
| Locomotives-Tender      |                           |                        |                                                           |  |  |  |
|                         |                           |                        |                                                           |  |  |  |
|                         | no 1011 à 1114 OUEST      | 030 TA 638             | ex 3-030 TA 638                                           |  |  |  |
|                         | no 1011 à 1114 OUEST      | 030 TC 652, 676 et 696 | ex 3-030 TA 652, 676 et 696                               |  |  |  |
| 242 AT                  | no 1 à 120 PLM            | 242 TA entre 1 et 120  | ex 2-242 TA entre 1 et 120                                |  |  |  |

### Région Nord (2)

#### Origine NORD
|                         |                                   |                      | |  |  |  |
| Locomotives avec Tender |                                   |                      | |  |  |  |
|                         |                                   |                      | |  |  |  |
|                         | no 2.161 à 2.180                  | 220 A 1 à 4          | |  |  |  |
|                         | no 2.641 à 2.675                  | 221 A 1 à 35         | |  |  |  |
|                         | no 3.1401 & 3.1402                | 130 B 1              | Prototype |  |  |  |
|                         | no 3.1501 à 3.1503                | 130 C 1 à 3          | Prototypes avec 3.1503 ex 3.1401 transformée                                                                                                |  |  |  |
|                         | no 3.078 à 3.354                  | 230 A 1 à 277        | 7 locomotives mutées région Est de 1942 à 1946                                                                                              |  |  |  |
|                         | no 3.999                          | 230 B 1              | Prototype, ex 221 no 2.741, puis 222 no 2.741                                                                                               |  |  |  |
|                         | no 3.513 à 3.662                  | 230 D 1 à 149        | |  |  |  |
|                         | no 3.1151 à 3.1170                | 231 A 1 à 20         | |  |  |  |
|                         | no 3.1150                         | 231 B 1              | Pacific type "État" |  |  |  |
|                         |                                   | 231 C 1 à 88         | Article sera refait avec les liens ci-dessous                                                                                               |  |  |  |
|                         | no 3.1201 à 3.1240                | 231 C 1 à 40         | Dites « Superpacific » 1er type |  |  |  |
|                         | no 3.1241 à 3.1248                | 231 C 41 à 48        | Dites « Superpacific » 2e type |  |  |  |
|                         | no 3.1251 à 3.1290                | 231 C 49 à 88        | Dites « Superpacific » 3e type |  |  |  |
|                         | no 3.1249 et 3.1250               | 231 D 1 et 2         | Prototypes issues des « Superpacific » 2e type                                                                                              |  |  |  |
|                         | no 3.1171 à 3.1190                | 231 E 1 à 20         | Ex Pacific PO n° entre 3521 et 3589 transformées dites Pacific "Chapelon", 1er type                                                         |  |  |  |
|                         | no 3.1191 à 3.1198                | 231 E 21 à 28        | Pacific "Chapelon", neuves |  |  |  |
|                         | no 3.1111 à 3.1130                | 231 E 29 à 48        | Pacific "Chapelon", neuves |  |  |  |
|                         | no 4.001 à 4.075 et 4.801 à 4.990 | 040 A 1 et 2         | 108 machines furent transformées en locomotive-tender et les survivantes furent réimmatriculées : 4.601 à 4.954. Locomotive 4.674 conservée |  |  |  |
|                         | no 4.061 à 4.340                  | 140 A 1 à 280        | Surnommées "les Bœufs" |  |  |  |
|                         | no 4.1101 à 4.1150                | 141 A 1 à 50         | Identiques aux 141 PLM 1001 à 1012 |  |  |  |
|                         | no 5.001 à 5.022 et 5.031 à 5.120 | 150 A 1 à 112        | 34 locomotives transformées en 2-150 C |  |  |  |
|                         | no 5.1201 à 5.1230                | 150 B 1 à 30         | Modèle des 150 P SNCF |  |  |  |
|                         | no 5.001 à 5.022 et 5.031 à 5.120 | 150 C entre 1 et 112 | Transformation de 34 locomotives 2-150 A |  |  |  |
|                         |                                   |                      | |  |  |  |
| Locomotives-Tender      |                                   |                      | |  |  |  |
|                         |                                   |                      | |  |  |  |
|                         | no 2.001 à 2.035                  | 020 TA 1 à 3         | Série 2.001 à 2.035 |  |  |  |
|                         | no 2.231 à 2.305                  | 222 TA 1 à 75        | Surnommées "Revolver" |  |  |  |
|                         | no 2.311 à 2.380                  | 220 TA 1 à 19        | Surnommées "Ravachol" |  |  |  |
|                         | no 3.976                          | 030 TA 1             | Série 3.931 à 3.996 |  |  |  |
|                         | no 3.801 à 3.865                  | 232 TA 1 à 65        | 4 locomotives mutées région Ouest en 1939                                                                                                   |  |  |  |
|                         | no 4.1801 à 4.1908                | 040 TA 1 à 104       | Transformation de 108 locomotives série 4.701 à 4.954                                                                                       |  |  |  |
|                         | no 4.446 à 4.460                  | 040 TD 1 à 15        | Réimmatriculées 4.1981 à 4.1995 puis 4.2001 à 4.2015. Analogues aux 1-040 TA & 2-040 TE                                                     |  |  |  |
|                         | no 4.2016 à 4.2095                | 040 TG 1 à 80        | |  |  |  |
|                         | no 4.1664 à 4.1700                | 141 TA 1 à 37        | Ex-Consolidation ROD canadienne de 1916 transformées                                                                                        |  |  |  |
|                         | no 4.1201 et 4.1202               | 141 TB 1 et 2        | Prototypes |  |  |  |
|                         | no 4.1201 à 4.1272                | 141 TC 1 à 72        | |  |  |  |
|                         | no 5.601 à 5.670                  | 050 TD 1 à 70        | |  |  |  |
|                         | no 5.301 à 5.312                  | 151 TA 1 à 12        | Ex-Ceinture 5.001 à 5.012 |  |  |  |
| "Du Bousquet"           | no 6.121 à 6.168                  | 031+130 TA 1 à 47    | Surnommées "Du Bousquet". |  |  |  |

#### Autres compagnies et mutations d'autres régions
|                          |                                                  |                         | |  |  |  |
| Locomotives avec Tender  |                                                  |                         | |  |  |  |
|                          |                                                  |                         | |  |  |  |
| Série 11, 11s et 11s bis | no 3501 à 3890 EST                               | 230 B entre 722 et 890  | ex 1-230 B, pour 15 locomotives mutées en 1950. Numéros inchangés.                                              |  |  |  |
|                          | no 4201 à 4370 PO puis 230-201 à 230-370 PO-MIDI | 230 G entre 201 et 370  | ex 4-230 G, pour 25 locomotives mutées de 1955 à 1957.                                                          |  |  |  |
| Pacific PLM              | 231 D 1 à 285 PLM                                | 231 G entre 2 et 285    | ex 5-231 G entre 2 et 285, pour 18 locomotives                                                                  |  |  |  |
| Pacific PLM              | 231 C 1 à 86 PLM                                 | 231 K entre 2 et 86     | ex 5-231 K 2 à 86, pour 31 locomotives                                                                          |  |  |  |
|                          |                                                  |                         | |  |  |  |
| Locomotives-Tender       |                                                  |                         | |  |  |  |
|                          |                                                  |                         | |  |  |  |
|                          | no 21 à 35 CEINTURE                              | 030 TB 1 à 9            | Devenues 3.901 à 3.915 NORD en 1934                                                                             |  |  |  |
|                          | no 1011 à 1114 OUEST puis 30-601 à 30-704 ETAT   | 030 TC 1 et 2           | ex 3-030 TA 632 et 642                                                                                          |  |  |  |
| 3 AM                     | no 1 à 215 PLM                                   | 030 TD 1 à 6            | ex 5-030 TB 1 à 215                                                                                             |  |  |  |
|                          | no 51 à 65 CEINTURE                              | 230 TA 1 à 6            | Devenues 3.701 à 3.715 NORD en 1934                                                                             |  |  |  |
|                          | no 52 CEINTURE                                   | 231 TA 1                | Prototype, ex 230 T no 52 transformée en 231 T en 1932. Devenue 3.702 NORD en 1934                              |  |  |  |
|                          | no 81 à 93 CEINTURE                              | 232 TC 1 à 7            | Devenues 81 à 93 ETAT en 1934 puis 3-232 TA 81 à 93. 7 locomotives mutées de l'Ouest en 1939 et rendues en 1945 |  |  |  |
|                          | no 1 à 8 CEINTURE                                | 040 TB 1 à 5            | Devenues 4.961 à 4.968 NORD en 1934                                                                             |  |  |  |
|                          | no 9 à 13 CEINTURE                               | 040 TC 1                | Devenues 4.969 à 4.973 NORD en 1934. La 040 TC 1 est l'ex 4.973                                                 |  |  |  |
|                          | no 14 à 16 CEINTURE                              | 040 TE 1 à 3            | Devenues 4.974 à 4.976 NORD en 1934. Analogues aux 1-040 TA & 2-040 TD                                          |  |  |  |
|                          | no 4001 à 4005 CEINTURE                          | 240 TA 1 à 5            | Devenues 4.001 à 4.005 NORD en 1934                                                                             |  |  |  |
| 242 AT                   | no 1 à 120 PLM                                   | 242 TA entre 1 et 120   | ex 5-242 TA 1 à 120, pour 52 locomotives                                                                        |  |  |  |
|                          | no 5001 à 5047 MIDI                              | 050 TE entre 1 et 47    | ex 4-050 TA 1 à 47, pour 24 locomotives                                                                         |  |  |  |
|                          | no 5501 à 5525 PO                                | 050 TE entre 501 et 525 | ex 4-050 TA 501 à 525, pour 23 locomotives                                                                      |  |  |  |
|                          | no 5001 à 5012 CEINTURE                          | 151 TA 1 à 12           | Devenues 5.301 à 5.312 NORD en 1934                                                                             |  |  |  |
| Série 13                 | no 151 751 à 151 780 EST                         | 151 TC 751 à 760        | ex 1-151 TC 751 à 760                                                                                           |  |  |  |
| "Du Bousquet"            | no 6101 à 6113 EST                               | 031+130 TB 1 à 12       | |  |  |  |
| "Du Bousquet"            | no 6001 à 6038 CEINTURE                          | 031+130 TB 13 à 16      | |  |  |  |

### Région Ouest (3)

#### Origine OUEST
|                         |                              |                                   |                                                  |  |  |  |
| Locomotives avec Tender |                              |                                   |                                                  |  |  |  |
|                         |                              |                                   |                                                  |  |  |  |
|                         | no 707 à 743                 | 120 A 909                         | Puis ex 120-901 à 120-937                        |  |  |  |
|                         | no 939 à 998                 | 220 A 303 à 355                   | Puis ex 220-303 à 220-360                        |  |  |  |
|                         | no 503 à 562                 | 220 B 503 à 562                   | Puis ex 220-503 à 220-562                        |  |  |  |
|                         | no 1601 à 1701               | 030 B 361, 363 et 377             | Puis ex 030-301 à 030-312                        |  |  |  |
|                         | no 1904 à 2244               | 030 C 531 à 860                   | Puis ex 030-531 à 030-860                        |  |  |  |
|                         | no 2245 à 2269               | 030 D 861 à 885                   | Puis ex 030-861 à 030-885                        |  |  |  |
|                         | no 2501 à 2540               | 230 A 101 à 140                   |                                                  |  |  |  |
|                         | no 2541 à 2570               | 230 D 141 à 170                   |                                                  |  |  |  |
|                         |                              |                                   |                                                  |  |  |  |
| Locomotives-Tender      |                              |                                   |                                                  |  |  |  |
|                         |                              |                                   |                                                  |  |  |  |
|                         | no 1001 à 1104               | 030 TA 601 à 704                  | Puis ex 30-601 à 30-704                          |  |  |  |
|                         | n° 1372-1373 & 1401-1402     | 030 T Ouest 1372-1373 & 1401-1402 | resp. roues Ø1200 & Ø1210                        |  |  |  |
|                         | n° 1384 à 1397 & 1412 à 1416 | 030 T Ouest 1384-1397 & 1412-1416 | roues Ø1400                                      |  |  |  |
|                         | n° 2701 à 2820               | 230 Ouest 2701 à 2820             | Puis 230 501 à 520                               |  |  |  |
|                         | n° 3001 à 3031               | 3-030 TB 302 à 331                | Nouveau type, à cylindres intérieurs roues Ø1440 |  |  |  |
|                         | n° 3501 à 3530               | 3-030 TB 174 à 190                | roues Ø1540                                      |  |  |  |
|                         | n° 3531 à 3602               | 3-030 TB 101 à 172                | Dites « Boer » 3ème essieu reculé                |  |  |  |
|                         | no 3801 à 3850               | 131 TA 501 à 620                  |                                                  |  |  |  |

#### Origine ÉTAT
|                         |                                     |                                | |  |  |  |
| Locomotives avec Tender |                                     |                                | |  |  |  |
|                         |                                     |                                | |  |  |  |
|                         | no 2029 à 2099 et 2500 à 2528       | 120 A 36 à 116                 | Puis ex 120-036 à 120-116                                                                              |  |  |  |
|                         | no 2078 à 2505                      | 121 B 29 à 37                  | Puis ex 121-029 à 121-037                                                                              |  |  |  |
|                         | no 2602 à 2620                      | 121 C 51 à 69                  | Puis ex 121-051 à 121-069                                                                              |  |  |  |
|                         | no 2951 à 2960                      | 221 A 101 à 110                | Puis ex 221-101 à 221-110                                                                              |  |  |  |
|                         | no 9 à 29                           | 030 A 14 à 28                  | Ex Vendée, puis ex 3037 à 3060                                                                         |  |  |  |
|                         | no 3076 à 3569                      | 030 A 56 à 123                 | Puis ex 030-051 à 030-130                                                                              |  |  |  |
|                         | no 444 à 472 et 431 à 437           | 030 B 431 à 472                | Ex Charentes                                                                                           |  |  |  |
|                         | no 130-602 à 130-636                | 130 A 602 à 636                | |  |  |  |
|                         | no 230-101 à 140                    | 230 A 101 à 140                | ex Ouest 2501 à 2540                                                                                   |  |  |  |
|                         | no 3701 à 3755                      | 230 B 1 à 55                   | Puis ex 230-001 à 230-055                                                                              |  |  |  |
|                         | no 230-141 à 230-320                | 230 D 141 à 320                | |  |  |  |
|                         | no 230-321 à 230-370                | 230 D 323, 341 et 365          | |  |  |  |
|                         | no 230-371 à 230-385                | 230 H 371 à 385                | |  |  |  |
|                         | no 230-501 à 230-620                | 230 C 501 à 620                | |  |  |  |
|                         | no 230-621 à 230-705                | 230 F 621 à 705                | |  |  |  |
|                         | no 230-781 à 230-800                | 230 J 781 à 800                | timbrées à 12 bars                                                                                     |  |  |  |
|                         | no 230-781 à 230-800                | 230 L entre 781 à 800          | Transformation de 230-781 à 230-800 timbrées à 14 bars au lieu de 12.                                  |  |  |  |
|                         | no 3801 à 3840                      | 230 G 801 à 883                | ex 230-801 à 230-883                                                                                   |  |  |  |
|                         | no 231-011 à 231-060                | 231 B 11 à 60                  | |  |  |  |
|                         | no 231-501 à 231-783                | 231 C 501 à 783                | |  |  |  |
|                         | no 231-501 à 231-783                | 231 D entre 501 à 783          | Ex 231-501 à 231-783 transformées                                                                      |  |  |  |
|                         | no 231-501 à 231-783                | 231 E entre 501 à 783          | Ex 231-501 à 231-783 transformées                                                                      |  |  |  |
|                         | no 231-501 à 231-783                | 231 F entre 501 à 783          | Ex 231-501 à 231-783 transformées                                                                      |  |  |  |
|                         | no 231-501 à 231-783                | 231 G entre 501 à 783          | Ex 231-501 à 231-783 transformées                                                                      |  |  |  |
|                         | no 231-501 à 231-783                | 231 H entre 501 à 783          | Ex 231-501 à 231-783 transformées                                                                      |  |  |  |
|                         | no 231-523                          | 231 J 523                      | Ex 231-523 transformée, prototype                                                                      |  |  |  |
|                         | no 140-101 à 140-370                | 140 C 101 à 370                | Identiques aux 1-140 C et 5-140 K (ex ALVF). En partie mutées région Est : 1-140 C n° entre 101 et 370 |  |  |  |
|                         | no 140-501 à 140-600 et 1001 à 1045 | 140 H 501 à 600 et 1001 à 1045 | Construites aux États-Unis par Alco                                                                    |  |  |  |
|                         | no 141-001 à 141-250                | 141 B 1 à 250                  | |  |  |  |
|                         | no 141-001 à 141-250                | 141 C 1 à 250                  | Ex 141-001 à 141-250 transformées                                                                      |  |  |  |
|                         | no 141-136                          | 141 D 136                      | Transformation de la 141-136                                                                           |  |  |  |
|                         | no 141-113                          | 141 E 113                      | Transformation de la 141-113                                                                           |  |  |  |
|                         | no 241-101                          | 241 B 101                      | Prototype de 1932, puis transformée en 242 A 1 par la SNCF                                             |  |  |  |
|                         | no 241-001 à 241-049                | 241 A 1 à 49                   | Identiques aux locomotives EST no 241 002 à 241 041. Mutées région Est : 1-241 A 42 à 90               |  |  |  |
|                         | no 150-001 à 150-010                | 150 A 1 à 10                   | Identiques aux locomotives EST Série 13 no 150 001 à 150 195. Mutées région Est : 1-150 E 196 à 205    |  |  |  |
|                         |                                     |                                | |  |  |  |
| Locomotives-Tender      |                                     |                                | |  |  |  |
|                         |                                     |                                | |  |  |  |
|                         | no 32.551 à 32.620                  | 131 TA 501 à 620               | |  |  |  |
|                         | no 40.001 à 40.143                  | 040 TA 1 à 143                 | |  |  |  |
|                         | no 42.001 à 42.020                  | 141 TC 1 à 20                  | |  |  |  |
|                         | no 42.101 à 42.140                  | 141 TD 101 à 140               | Copies des 141 TC 701 à 742 région Est                                                                 |  |  |  |

#### Autres compagnies et mutations d'autres régions
|                         |                              |                                            | |  |  |  |
| Locomotives avec Tender |                              |                                            | |  |  |  |
|                         |                              |                                            | |  |  |  |
|                         | no 265 à 399 PO              | 121 A 401 à 410                            | ex 265 à 399 puis 121-265 à 121-399 du PO |  |  |  |
|                         | no 793 à 995 PO              | 030 A 793 à 875                            | ex 793 à 995 puis 030-793 à 030-875 du PO |  |  |  |
|                         | no 602 à 639 PO              | 030 E 607 et 610                           | ex 602 à 639 puis 030-602 à 030-639 du PO |  |  |  |
|                         | no 793 à 995 PO              | 030 F entre 793 à 875                      | ex 793 à 995 puis 030-793 à 030-875 du PO |  |  |  |
|                         | no 1801 à 1831 PO            | 130 B entre 705 à 719                      | ex 1801 à 1831 puis 130-701 à 130-731 du PO |  |  |  |
|                         | no 4001 à 4084 PO            | 230 N 901 à 928                            | ex 4001 à 4084 du PO; 28 machines mutées sur la région Ouest |  |  |  |
|                         | no 4201 à 4370 PO            | 230 K 401 à 441                            | ex 4201 à 4370 du PO puis 230-401 à 230-451 de l'État |  |  |  |
|                         | no 231-401 à 231-420 PO      | 231 de C à H entre 401 à 420               | ex 231-401 à 231-420 du PO puis 231-401 à 231-420 de l'État |  |  |  |
|                         | no 3.1150 NORD               | 231 F 784                                  | ex 2-231 B 1 mutée en 1947. Pacific type "État" prévue sous le no 231-502 non livrée (1914) et récupérée par le Nord                                                  |  |  |  |
|                         | no 231-601 à 231-650 PO-Midi | 231 K 301 à 311                            | ex 231-601 à 231-650 du PO-Midi |  |  |  |
|                         |                              |                                            | |  |  |  |
| Locomotives-Tender      |                              |                                            | |  |  |  |
|                         |                              |                                            | |  |  |  |
|                         | no 81 à 93 CEINTURE          | 232 TA 81 à 93                             | Devenues 81 à 93 ETAT en 1934. 7 locomotives mutées région Nord en 1939 et récupérées en 1945 (2-232 TC 1 à 7)                                                        |  |  |  |
|                         | no 5616 à 5740 PO            | 141 TB 401 à 407                           | ex 5616 à 5740 du PO |  |  |  |
|                         | no 141.701 à 141.742 Est     | 141 TD 703, 709, 720, 736, 740, 741 et 742 | Mutation à la région Ouest SNCF au début des années 1950 de sept 141 TC Est et réimmatriculées TD à la suite des 141 TD 101 à 140                                     |  |  |  |
| "Du Bousquet"           | no 6001 à 6038 CEINTURE      | 031+130 TA 1 à 38                          | ex 6001 à 6038 CEINTURE devenues 6001 à 6038 ETAT en 1934. 4 locomotives radiées en 1940 reprises région Nord en 1942 (no 1-6-15-25) et devenues 2-031+130 TB 13 à 16 |  |  |  |

### Région Sud-Ouest (4)
La deuxième immatriculation donnée dans la colonne remarque correspond à la réimmatriculation lors de la fusion PO-Midi en 1934.

#### Origine PO
|                         |                                         |                              |                                                                                         |  |  |  |
| Locomotives avec Tender |                                         |                              |                                                                                         |  |  |  |
|                         |                                         |                              |                                                                                         |  |  |  |
|                         | no 51 à 86                              | 121 A 51 à 86                | Puis 121-051 à 121-086                                                                  |  |  |  |
|                         | no 265 à 399                            | 121 A 265 à 399              | Puis 121-265 à 121-399                                                                  |  |  |  |
|                         | no 448 à 575                            | 121 B 448 à 575              | Puis 121-448 à 121-575                                                                  |  |  |  |
|                         | no 3001 à 3014                          | 221 A 1 à 14                 | Puis 221-001 à 221-014                                                                  |  |  |  |
|                         | no 793 à 995                            | 030 A 793 à 875              | Puis 030-793 à 030-875                                                                  |  |  |  |
|                         | no 602 à 639                            | 030 C 602 à 639              | Puis 030-602 à 030-639                                                                  |  |  |  |
|                         | no 1801 à 1831                          | 130 A 701 à 731              | Puis 130-701 à 130-731                                                                  |  |  |  |
|                         | no 1901 à 1951                          | 130 C 901 à 906              | Puis 130-901 à 130-906                                                                  |  |  |  |
|                         | no 601s à 635s                          | 130 D 601 à 604              | Puis 130-601 à 130-604                                                                  |  |  |  |
|                         | no 946s à 976s                          | 130 D 946 à 976              | Puis 130-946 à 130-976                                                                  |  |  |  |
|                         | no 1566s à 1605s                        | 130 E 566 à 580              | Puis 130-566 à 130-580                                                                  |  |  |  |
|                         | no 1606 à 1610                          | 130 E 606 à 610              | Puis 130-606 à 130-610                                                                  |  |  |  |
|                         | n° 4006 à 4084                          | 230 C                        | Puis 230-002 à 230-084, 28 machines mutées à l'Ouest. (voir 230 N sur ce réseau)        |  |  |  |
|                         | n° entre 171s et 285s et no 3201 à 3235 | 230 F 101 à 185              | Puis 230-101 à 230-185                                                                  |  |  |  |
|                         | no 4201 à 4370                          | 230 G 201 à 370              | Puis 230-201 à 230-370                                                                  |  |  |  |
|                         | no 4501 à 4600                          | 231 A 501 à 600              | Puis 231-501 à 231-600                                                                  |  |  |  |
|                         | no 3501 à 3589                          | Transformées avant 1938      | Puis 231-401 à 231-489                                                                  |  |  |  |
|                         | no 3591 à 3640                          | 231 D 601 à 650              | Puis 231-601 à 231-650. Machines construites en 1921 par Alco                           |  |  |  |
|                         | no 3641 à 3680                          |                              | Pacific type "État" qui furent cédées à l'AL et à l'ÉTAT avant 1934                     |  |  |  |
|                         | no 3701 à 3721                          | 231 F 701 à 721              | Puis 231-701 à 231-721. Transformation de locomotives du type 3500 (Chapelon 1er type)  |  |  |  |
|                         | no 3801 et 3806 et 3821 à 3829          | 231 G 801 à 806 et 821 à 829 | Puis 231-801 à 231-806 et 231-821 à 231-829. Transformation de locomotives du type 3500 |  |  |  |
|                         | no 3722 à 3731                          | 231 H 722 à 731              | Puis 231-722 à 231-731. Transformation de locomotives du type 3500 (Chapelon 2e type)   |  |  |  |
|                         | n° 5001 à 5167                          | 140 B                        | vapeur saturée de 5001 à 5152. construites de 1906 à 1909.                              |  |  |  |
|                         | n° 5001 à 5167                          | 140 C                        | vapeur surchauffée de 5153 à 5167. Construites de 1909 à 1911.                          |  |  |  |
|                         | no 7001 à 7076                          | 140 H 701 à 776              | Construites aux États-Unis par Alco                                                     |  |  |  |
|                         | no 5801 et 5802                         | 141 A 801 et 802             | Puis 141-801 et 141-802. Prototypes                                                     |  |  |  |
|                         | no 5811 à 5960                          | 141 B 811 à 960              | Puis 141-811 à 141-960. Machines construites en 1918 et 1919 par Alco                   |  |  |  |
|                         | no 4701 à 4712                          | 240 A 701 à 712              | Puis 240-701 à 240-712. Transformation de locomotives du type 4500                      |  |  |  |
|                         | no 6001 à 6070                          | 150 A 1 à 70                 | Puis 150-001 à 150-070. La 150-030 a été transformée en 160 A 1                         |  |  |  |
|                         |                                         |                              |                                                                                         |  |  |  |
| Locomotives-Tender      |                                         |                              |                                                                                         |  |  |  |
|                         |                                         |                              |                                                                                         |  |  |  |
|                         | no 5301 à 5490                          | 141 TA 301 à 490             |                                                                                         |  |  |  |
|                         | no 5616 à 5740                          | 141 TB 616 à 740             |                                                                                         |  |  |  |
|                         | no 5501 à 5525                          | 050 TA 501 à 525             |                                                                                         |  |  |  |

Attention :
Les 231 G furent réimmatriculées 231 J dès que furent mutées des 231 G ex-PLM

#### Origine MIDI
|                         |                |                       | |  |  |  |
| Locomotives avec Tender |                |                       | |  |  |  |
|                         |                |                       | |  |  |  |
|                         | no 149 à 180   | 120 A 163, 178 et 179 | Puis ex 120-149 à 120-180 |  |  |  |
|                         | no 1751 à 1774 | 220 ? ?? à ??         | |  |  |  |
|                         | no 1775 à 1784 | 220 ? ?? à ??         | |  |  |  |
|                         | no 1901 à 1916 | 221 A ? à ?           | |  |  |  |
|                         | no 825 à 1202  | 030 B 103 à 194       | Puis ex 030-103 à 030-194 |  |  |  |
|                         | no 651 à 654   | 030 D 651 et 653      | Puis ex 030-651 et 030-653 |  |  |  |
|                         | no 1803 à 1850 | 130 B 803 à 850       | Puis ex 130-803 à 130-850 |  |  |  |
|                         | n° 1401 à 1431 | 230 A 401 à 431       | Semblables aux 230 B 601 à 670, seul le diamètre des roues motrices est diffèrent.                                                  |  |  |  |
|                         | no 1301 à 1370 | 230 B 601 à 670       | Puis ex 230-601 à 230-670. Construction à partir de 1896. Diamètre de la roue motrice : 1,71m contre 1,56m pour les 230 A ci-dessus |  |  |  |
|                         | no 3501 à 3526 | 230 E 501 à 526       | |  |  |  |
|                         | no 3001 à 3016 | 231 B 001 à 016       | Puis ex 231-001 à 231-016 |  |  |  |
|                         | no 3051 à 3054 | 231 C 051 à 054       | Puis ex 231-051 à 231-054 |  |  |  |
|                         | no 3101 à 3120 | 231 E 101 à 120       | Puis ex 231-101 à 231-120 |  |  |  |
|                         | no 4001 à 4018 | 140 A 901 à 918       | |  |  |  |
|                         | no 4101 à 4140 | 140 H 801 à 840       | Construites aux États-Unis par Alco                                                                                                 |  |  |  |
|                         |                |                       | |  |  |  |
| Locomotives-Tender      |                |                       | |  |  |  |
|                         |                |                       | |  |  |  |
|                         | no 401 à 406   | 020 TA 401 et 403     | Puis ex 020-401 et 020-403 |  |  |  |
|                         | no 4501 à 4518 | 240 TA 501 à 518      | |  |  |  |
|                         | no 5001 à 5047 | 050 TA 1 à 47         | |  |  |  |

#### Autres compagnies et mutations d'autres régions
|                         |                   |                      |                                         |  |  |  |
| Locomotives avec Tender |                   |                      |                                         |  |  |  |
|                         |                   |                      |                                         |  |  |  |
| 231 G                   | n° entre 2 et 285 | 231 G entre 2 et 285 | ex 5-231 G 2 à 285, pour 12 locomotives |  |  |  |
| 231 K                   | n° entre 2 et 86  | 231 K entre 2 et 86  | ex 5-231 K 2 à 86, pour 4 locomotives   |  |  |  |
| 141 E                   | n° entre 1 et 680 | 141 E entre 1 et 680 | ex 5-141 E 1 à 6980                     |  |  |  |
| 141 F                   | n° entre 1 et 680 | 141 F entre 1 et 680 | ex 5-141 F 1 à 6980                     |  |  |  |

### Région Sud-Est (5)

#### Origine PLM
|                         |                   |                                   | |  |  |  |
| Locomotives avec Tender |                   |                                   | |  |  |  |
|                         |                   |                                   | |  |  |  |
| C                       | no 61 à 180       | 220 A 1 à 120                     | |  |  |  |
|                         | no 2971 à 2990    | 221 A 1 à 20                      | |  |  |  |
|                         | no 2971 à 2990    | 221 B 8, 11, 12, 14, 15, 16 et 20 | Ex no 2971 à 2990 transformées                                                                     |  |  |  |
|                         | no 1401 à 1510    | 030 A 1 à 30                      | Devenues les 3 A 1 à 30 en 1924                                                                    |  |  |  |
|                         | no 1518 à 2393    | 030 B 2 à 171                     | Devenues les 3 B 2 à 171 en 1924                                                                   |  |  |  |
|                         | no 3001 à 3140    | 031 A 1 à 140                     | Devenues les 31 A 1 à 140 en 1924                                                                  |  |  |  |
|                         | no 1 à 60         | 130 A 1 à 60                      | |  |  |  |
|                         | no 3401 à 3735    | 230 A 1 à 327                     | |  |  |  |
|                         | no 2601 à 2760    | 230 B 1 à 160                     | |  |  |  |
|                         | no 2431 à 2599    | 230 C 5 à 170                     | 2431 à 2433 mutées au PLM avec 7 autres machines                                                   |  |  |  |
|                         | no 2693           | 230 E 93                          | Prototype                                                                                          |  |  |  |
|                         | no 2601 à 2760    | 230 F entre 14 et 136             | Série de 8 machines issues des 230 B transformées par la SNCF                                      |  |  |  |
|                         | no 6101 à 6171    | 231 A 1 à 71                      | |  |  |  |
|                         | no 6172 à 6191    | 231 B 1 à 20                      | |  |  |  |
|                         | no 6001           | 231 C 1                           | |  |  |  |
|                         | no 6201 à 6285    | 231 C 2 à 86                      | |  |  |  |
|                         | no 6301 à 6480    | 231 D 1 à 180                     | |  |  |  |
| 231 D                   | no 181 à 230      | 231 D 181 à 230                   | |  |  |  |
| 231 E                   | no 1 à 71         | 231 E 1 à 71                      | Transformation des 231 A                                                                           |  |  |  |
| 231 F                   | no 141            | 231 H 141                         | Transformation de la 231 D 141                                                                     |  |  |  |
| 231 G                   | n° entre 2 et 285 | 231 G entre 2 et 285              | Transformation des 231 D et F                                                                      |  |  |  |
| 231 H                   | no 1 à 30         | 231 H 1 à 30                      | Transformation des 231 D                                                                           |  |  |  |
| 231 J                   | no 17             | 231 J 17                          | Transformation de la 231 C 17 mais cette immatriculation ne sera pas effective mais administrative |  |  |  |
| 231 K                   | n° entre 2 et 86  | 231 K entre 2 et 86               | Transformation des 231 C                                                                           |  |  |  |
|                         | no 3211 à 3362    | 040 B 1 à 112                     | Devenues les 4 B 1 à 112 en 1924, no 3261 à 3300 transformés en 230 B 3261 à 3300                  |  |  |  |
|                         | no 1 à 170        | 140 A 1 à 170                     | |  |  |  |
|                         | no 4295 à 4305    | 140 B 1 à 205                     | |  |  |  |
|                         | no 4175 à 4194    | 140 D 1 à 20                      | |  |  |  |
|                         | no 3741 à 3955    | 140 E 1 à 213                     | |  |  |  |
|                         | no 1 à 100        | 140 F 1 à 100                     | |  |  |  |
|                         | no 401 à 969      | 140 G 1 à 649                     | Construites aux États-Unis par Baldwin                                                             |  |  |  |
|                         | no 971 à 999      | 140 H 1 à 29                      | Construites aux États-Unis par Alco                                                                |  |  |  |
|                         | no 1 à 170        | 140 J 1 à 170                     | Ex 140 A 1 à 170                                                                                   |  |  |  |
|                         | no 1 à 35         | 140 K 1 à 35                      | |  |  |  |
|                         | no 1 à 100        | 140 L 1 à 100                     | Ex 140 F 1 à 100                                                                                   |  |  |  |
|                         | no 1001 à 1012    | 141 A 1 à 12                      | |  |  |  |
|                         | no 1013 à 1129    | 141 B 1 à 117                     | Construites aux États-Unis par Baldwin                                                             |  |  |  |
|                         | no 1 à 680        | 141 C 1 à 680                     | |  |  |  |
|                         | no entre 1 et 680 | 141 D entre 1 et 680              | 141 C équipées de réchauffeurs                                                                     |  |  |  |
|                         | no entre 1 et 680 | 141 E entre 1 et 680              | 141 C ou D transformées                                                                            |  |  |  |
|                         | no 46 à 367       | 141 F 46 à 367                    | 141 C ou D transformées                                                                            |  |  |  |
|                         | no 4701 à 4982    | 240 A 1 à 282                     | |  |  |  |
|                         | no 1 à 145        | 241 A 1 à 145                     | |  |  |  |
|                         | no 1              | 241 B 1                           | Prototype                                                                                          |  |  |  |
|                         | no 1              | 241 C 1                           | Prototype                                                                                          |  |  |  |
|                         | n° entre 1 et 145 | 241 D 1 à 48                      | Modification de 241 A                                                                              |  |  |  |
|                         | no 27             | 241 E 27                          | Modification d'une 241 A en prototype                                                              |  |  |  |
|                         | no 5101 à 5150    | 050 A 1 à 50                      | Devenues les 5 A 1 à 50 en 1924                                                                    |  |  |  |
|                         | no 1 à 10         | 151 A 1 à 10                      | |  |  |  |
|                         |                   |                                   | |  |  |  |
| Locomotives-Tender      |                   |                                   | |  |  |  |
|                         |                   |                                   | |  |  |  |
| 020 T                   | no 7001 à 7005    | 020 TA 4 et 5                     | |  |  |  |
|                         | no 7401 à 7615    | 030 TB 1 à 215                    | devenues les 3 AM 1 à 215 en 1924                                                                  |  |  |  |
| 232 AT                  | no 1 à 50         | 232 TA 1 à 50                     | |  |  |  |
| 232 BT                  | no 1 à 45         | 232 TB 1 à 45                     | |  |  |  |
| 4 DM                    | no 1 à 95         | 040 TC 4 à 90                     | |  |  |  |
| 242 AT                  | no 1 à 120        | 242 TA 1 à 120                    | |  |  |  |
| 242 BT                  | no 1 à 31         | 242 TB entre 1 et 31              | |  |  |  |
| 242 CT                  | no 1 à 50         | 242 TC 1 à 50                     | |  |  |  |
| 242 DT                  | no 1 à 50         | 242 TD 1 à 50                     | |  |  |  |
|                         | n° entre 1 et 31  | 242 TE entre 1 et 31              | Modification des 242 BT 1 à 31                                                                     |  |  |  |
| 242 TD                  | no 4              | 242 TF 4                          | Prototype, ex 5-242 TD 4                                                                           |  |  |  |

#### Autres compagnies et mutations d'autres régions
|                         |                     |                         |                         |  |  |  |
| Locomotives avec Tender |                     |                         |                         |  |  |  |
|                         |                     |                         |                         |  |  |  |
| ALVF                    | no 1 à 70           | 140 K 1 à 35            | Idem 1-140 C et 3-140 C |  |  |  |
|                         |                     |                         |                         |  |  |  |
| Locomotives-Tender      |                     |                         |                         |  |  |  |
|                         |                     |                         |                         |  |  |  |
|                         | no 5501 à 5525 PO   | 050 TB entre 501 et 525 |                         |  |  |  |
|                         | no 5001 à 5047 MIDI | 050 TB entre 1 et 47    |                         |  |  |  |

### Région Méditerranée (6)
Cette région n'a été créée qu'en 1947 en réunissant une partie des arrondissements des régions 4 (Sud-Ouest) et 5 (Sud-Est).
La numérotation du parc de locomotives à vapeur n'a pas subi de changement si ce n'est le remplacement du chiffre régional 4 ou 5 par le 6.
Seules les 4-231 E (ex. Midi) ont été renumérotées 6-231 L (à la suite des 6-231 K) car il existait aussi des 5-231 E (ex. PLM).

## Locomotives de constructionSNCF
|                         |               |                                                 |  |  |  |  |
| Locomotives avec Tender |               |                                                 |  |  |  |  |
|                         |               |                                                 |  |  |  |  |
|                         | 232 P 1       | Prototype                                       |  |  |  |  |
|                         | 232 Q 1       | Prototype                                       |  |  |  |  |
|                         | 232 R 1 à 3   |                                                 |  |  |  |  |
|                         | 232 S 1 à 4   |                                                 |  |  |  |  |
|                         | 232 T 1       | Prototype non achevé, livré en tant que 232 U 1 |  |  |  |  |
|                         | 232 U 1       | Prototype                                       |  |  |  |  |
|                         | 141 P 1 à 318 |                                                 |  |  |  |  |
|                         | 240 P 1 à 25  |                                                 |  |  |  |  |
|                         | 241 P 1 à 35  |                                                 |  |  |  |  |
|                         | 242 A 1       | Prototype                                       |  |  |  |  |
|                         | 150 P 1 à 115 |                                                 |  |  |  |  |
|                         | 160 A 1       | Prototype                                       |  |  |  |  |
|                         |               |                                                 |  |  |  |  |
| Locomotives-Tender      |               |                                                 |  |  |  |  |
|                         |               |                                                 |  |  |  |  |
|                         | 221 TQ 1      | Prototype                                       |  |  |  |  |
|                         | 050 TQ 1 à 35 |                                                 |  |  |  |  |
|                         | 151 TQ 1 à 22 |                                                 |  |  |  |  |

## Locomotives d'origine étrangère

### Locomotives d'origine britannique
|                         |                               | |  |  |  |  |
| Locomotives avec Tender |                               | |  |  |  |  |
|                         |                               | |  |  |  |  |
|                         | 3-030 W 1 à 20, 28 à 41 et 45 | War Department |  |  |  |  |
|                         | 140 W                         | War Department |  |  |  |  |
|                         | 150 W                         | War Department |  |  |  |  |
|                         |                               | |  |  |  |  |
| Locomotives-Tender      |                               | |  |  |  |  |
|                         |                               | |  |  |  |  |
|                         | 030 TW 21 à 27 et 42 à 44     | War Department |  |  |  |  |
|                         | 2-232 TB 1 à 14               | ex-machines du ROD de la Première Guerre mondiale puis 3.871 à 3.884 du Nord. Initialement destinées aux chemin de fer hollandais |  |  |  |  |

### Locomotives d'origine américaine & canadienne
|                         |                                      | |  |  |  |  |
| Locomotives avec Tender |                                      | |  |  |  |  |
|                         |                                      | |  |  |  |  |
|                         | 2-140 B 1 à 108 "ROD"                | ex 4.1551 à 4.1663 NORD. 113 machines 140 ROD Canada de construction Baldwin à vapeur saturée de la Première Guerre mondiale. 22 locomotives transformées avec surchauffe et devenues 2-140 D 1 à 22 |  |  |  |  |
|                         | 2-140 C 1 à 242                      | ex 4.1301 à 4.1542 NORD (242 locomotives sur les 1916 livrées à la France). Réimmatriculées 2-140 G 1702 à 1941 en 1947. "Pershing" type B                                                           |  |  |  |  |
|                         | 2-140 C n° entre 243 et 523          | 74 locomotives mutées des régions SO et SE avant 1947. Réimmatriculées 2-140 G (mêmes numéros) en 1947. "Pershing" type B                                                                            |  |  |  |  |
|                         | 2-140 D 1 à 22 "ROD"                 | 140 ROD Canada de la Première Guerre mondiale. 22 locomotives 2-140 B transformées avec surchauffe. Réimmatriculées 2-140 G 1951 à 1972                                                              |  |  |  |  |
|                         | 140 G n° entre 58 et 2623 "Pershing" | Libération 1918. Immatriculation générique à partir de 1947 |  |  |  |  |
|                         | 140 "ROD" canadiennes                | 37 machines 140 ROD 1301 à 1340 de la Première Guerre mondiale, locomotives toutes transformées en Locomotive-tender en 1922.                                                                        |  |  |  |  |
|                         | 140 U                                | Libération 1945. USATC S160 Hors inventaire SNCF |  |  |  |  |
|                         | 141 R 1 à 1340                       | Libération 1945 |  |  |  |  |
|                         |                                      | |  |  |  |  |
| Locomotives-Tender      |                                      | |  |  |  |  |
|                         |                                      | |  |  |  |  |
|                         | 030 TU 1 à 77                        | Libération 1945. ex-USATC S100 n° entre 1286 et 6166 |  |  |  |  |
|                         | 2-141 TA 1 à 37                      | Machines obtenues par la transformation en 1922 de 140 ex-ROD 1301 à 1340 de construction canadienne de la Première Guerre mondiale.                                                                 |  |  |  |  |

### Locomotives d'origine allemande
|                         |              | |                                                                             | |  |  |
| Locomotives avec Tender |              | |                                                                             | |  |  |
|                         |              | |                                                                             | |  |  |
| C IV                    | Bavière      | ÉTAT 030-901 à 030-912 | 3-030 A 902, 907 et 911                                                     | Armistice 1918 |  |  |
| P 6                     | Prusse       | NORD 3.1551 à 3.1566 | 2-130 A 1 à 16                                                              | Armistice 1918 |  |  |
| G 5                     | Prusse       | AL G 5.2 et G 5.4 no 3994 à 4273 | 1-130 C entre 62 et 273                                                     | Armistice 1918 |  |  |
| XII H1                  | Saxe         | EST série 11 S no 3305 à 3307 | 1-230 E 305 et 306                                                          | Armistice 1918 |  |  |
| XII H2                  | Saxe         | ÉTAT 230-960 à 230-984 | 3-230 E 960 à 984                                                           | Armistice 1918, mutées sur la région Est : 1-230 E 360 à 384                                                                                       |  |  |
| P 8                     | Prusse       | EST série 11S no 3311 à 3335 AL P 8 no 2350 à 2374                                                                                             | 1-230 F 311 à 335, 352 à 374                                                | Armistice 1918, 2 ex-AL rendues à l'Allemagne en 1935.                                                                                             |  |  |
| P 8                     | Prusse       | NORD 3.1601 à 3.1675 | 2-230 C 1 à 75                                                              | Armistice 1918, 13 mutées sur la région Est : 1-230 F 210 à 272                                                                                    |  |  |
| P 8                     | Prusse       | ÉTAT 230-943 à 230-959 | 3-230 E 943 à 959                                                           | Armistice 1918, 1 mutée sur la région Est : 1-230 F 343                                                                                            |  |  |
| P 8                     | Prusse       | MIDI 3701 à 3720 puis PO-MIDI 230-701 à 230-720                                                                                                | 4-230 H 701 à 720                                                           | Armistice 1918, 19 mutées sur la région Est : 1-230 F 401 à 420                                                                                    |  |  |
| P 8                     | Prusse       | Région Est | 1-230 F 600, 607, 641, 694                                                  | Armistice 1945, ex-DRG série BR 38 |  |  |
| S 10.1                  | Prusse       | AL S 10.1 no 1118 à 1122 | 1-230 G 118 à 122                                                           | Armistice 1918 |  |  |
| S 10.2                  | Prusse       | NORD 3.1690 à 3.1699 | 2-230 E 1 à 10                                                              | Armistice 1918 |  |  |
| S 10                    | Prusse       | AL S 10 no 1150 à 1162 | 1-230 H 157, 159, 160, 161                                                  | Armistice 1918 |  |  |
| S 3/6                   | Bavière      | ÉTAT 231-981 à 231-996 | 3-231 A 981 à 996                                                           | Armistice 1918 |  |  |
| C                       | Wurtemberg   | ÉTAT 231-997 à 231-999 | 3-231 A 997 à 999                                                           | Armistice 1918 |  |  |
| G 7                     | Prusse       | Région Est | 1-040 B 990                                                                 | Armistice 1945, ex-DR série BR 55.0 |  |  |
| G 7.1                   | Prusse       | AL G 7.1 no 4301 à 4320 EST série 10 bis no 4706 à 4745 PO 1261 à 1303 puis PO-MIDI 040-261 à 040-303                                          | 1-040 B 301 à 320, 706 à 745 4-040 G 268 à 303                              | Armistice 1918 |  |  |
| G 7.2                   | Prusse       | AL G 7.2 no 4321 à 4351 NORD 4.1001 à 4.1075 et 4.1077 à 4.1098 PO 1306 à 1311 puis 1387 à 1392                                                | 1-040 B 321 à 351 2-040 B 1 74 et 76 à 97 -                                 | Armistice 1918, les machines PO sont radiées en 1929 et 1934. 1 machine NORD mutée à la Compagnie du Nord-Belge en 1920 : 4.1048                   |  |  |
| G 7.2                   | Mecklembourg | NORD 4.1076 | 2-040 B 75                                                                  | Armistice 1918 |  |  |
| G 8                     | Prusse       | AL G 8 no 5380 à 5389 et 5391 à 5393 EST série 11 S no 4801 à 4831 NORD 4.572 à 4.598                                                          | - 1-040 C 801 à 831 2-040 C 1 à 27                                          | Armistice 1918, les machines AL sont réformées en 1934                                                                                             |  |  |
| G 8.1                   | Prusse       | AL G 8.1 no 5001 à 5138 AL G 8.1 no 5301 à 5372 EST série 12 s no 4240 à 4399                                                                  | 1-040 D 1 à 138, 301 à 372, 440 à 599                                       | Armistice 1918 |  |  |
| G 8.1                   | Prusse       | ÉTAT 040-901 à 040-941 | 3-040 B 901 à 941                                                           | Armistice 1918, mutées sur la région Est : 1-040 D 401 à 403                                                                                       |  |  |
| G 8.1                   | Prusse       | NORD 4.351 à 4.562 | 2-040 D 1 à 212                                                             | Armistice 1918, 5 mutées sur la région Est : 1-040 D 901 à 905                                                                                     |  |  |
| G 8.1                   | Prusse       | PLM 4201 à 4244 puis 4-E 1 à 44 | 5-040 E 1 à 44                                                              | Armistice 1918, mutées sur la région Est : 1-040 D 601 à 608 et sur la région Nord : 2-040 D 501 à 555                                             |  |  |
| G 8.1                   | Prusse       | MIDI 2201 à 2251 puis PO-MIDI 040-501 à 040-551                                                                                                | 4-040 K 501 à 541                                                           | Armistice 1918, mutées sur la région Est : 1-040 D 703 à 743                                                                                       |  |  |
| G 8.1                   | Prusse       | Région Est et Nord | 1-040 D entre 801 et 888 et 901 à 905 2-040 D 601 à 607                     | Armistice 1945, ex-DR série BR 55 |  |  |
| G 4/5 H                 | Bavière      | ÉTAT 140-908 à 140-955 | 1-140 D 308 à 352                                                           | Armistice 1918, mutées sur la région Est : 1-140 D 308 à 352                                                                                       |  |  |
| H                       | Wurtemberg   | EST série 12 no 5005 | 1-050 A 5                                                                   | Armistice 1918 |  |  |
| Hh                      | Wurtemberg   | EST série 12 S no 5006 à 5009 | 1-050 A 6 à 9                                                               | Armistice 1918 |  |  |
| G 10                    | Prusse       | AL G 10 no 5437 à 5455 | 1-050 B 437 à 455                                                           | Armistice 1918 |  |  |
| G 10                    | Prusse       | PO 5526 à 5552 puis 5526 à 5531 | 4-050 D 526 et 531                                                          | Armistice 1918, 21 vendues au PLM en 1924, 3 radiées en 1928 et 1 en 1930, 2 mutées sur la région Est : 1-050 B 126 et 131                         |  |  |
| G 10                    | Prusse       | PLM 5001 à 5049 et 5050 à 5070 (ex-PO) puis 5-B 1 à 70                                                                                         | 5-050 B 1 à 70                                                              | Armistice 1918, mutées sur la région Est : 1-050 B 501 à 570                                                                                       |  |  |
| G 10                    | Prusse       | Région Est | 1-050 B 601 à 790                                                           | Armistice 1945, ex-DR série BR 57 |  |  |
| XI H                    | Saxe         | PO 5553 à 5555 puis 5532 à 5534 | 4-050 A 532 à 534                                                           | Armistice 1918, mutées sur la région Sud-Est : 5-050 C 1 à 3                                                                                       |  |  |
| XI V                    | Saxe         | PO 5556 à 5570 puis 5535 à 5549 | 4-050 B 535 à 549                                                           | Armistice 1918, 5 radiées en 1939 et 1 en 1945, 1 mutée sur la région Ouest : 3-050 A 535, les autres mutées sur la région Sud-Est : 5-050 D 1 à 8 |  |  |
| XI HV                   | Saxe         | PO 5571 à 5581 puis 5550 à 5560 puis PO-MIDI 050-550 à 560                                                                                     | 4-050 D 1 à 11                                                              | Armistice 1918 |  |  |
| ?                       | Prusse       | EST série 13 no 5015 | 1-150 A 15                                                                  | Armistice 1918 |  |  |
| G 12.1                  | Prusse       | EST série 13 no 5101 à 5105 puis AL G 12.1 no 5546 à 5550                                                                                      | 1-150 B 546 à 550                                                           | Armistice 1918 |  |  |
| G 12                    | Prusse       | EST série 13 no 5151 à 5159 puis AL G 12 no 5681 à 5689                                                                                        | 1-150 C 681 à 689                                                           | Armistice 1918 |  |  |
| XIII H                  | Saxe         | EST série 13 no 5201 à 5206 | 1-150 D 201 à 206                                                           | Armistice 1918 |  |  |
|                         |              | Région Est et Nord | 1-150 X et 2-150 X                                                          | Armistice 1945, ex-DR série BR 44 |  |  |
|                         |              | Région Est | 1-150 Y                                                                     | Armistice 1945, ex-DR série BR 52 |  |  |
|                         |              | Région Est | 1-150 Z                                                                     | Armistice 1945, ex-DR série BR 50 |  |  |
|                         |              | |                                                                             | |  |  |
| Locomotives-Tender      |              | |                                                                             | |  |  |
|                         |              | |                                                                             | |  |  |
|                         |              | Région Sud-Ouest | 4-030 TX 1 à 9                                                              | Armistice 1945 |  |  |
| T 9.1                   | Prusse       | NORD 3.1451 à 3.1459 | 2-031 TA 1 à 9                                                              | Armistice 1918 |  |  |
| T 9.2                   | Prusse       | NORD 3.1461 et 3.1462 | 2-130 TA 1 et 2                                                             | Armistice 1918 |  |  |
| T 9.2                   | Prusse       | PO 1861 à 1867 puis PO-MIDI 130-861 à 867 | 4-130 TA 861 à 867                                                          | Armistice 1918, 2 radiées en 1925 et 1929, 1 mutée sur la région Est : 2-130 TA 401                                                                |  |  |
| T 9.3                   | Prusse       | AL T 9.3 no 7183 à 7193 NORD 3.1463 à 3.1491 PO 1868 à 1871 puis PO-MIDI 130-869 à 871 PLM 5701 à 5730 puis 130 AT 1 à 30                      | 1-130 TA entre 51 et 191 2-130 TB 1 à 29 4-130 TB 869 à 871 5-130 TA 1 à 30 | Armistice 1918 |  |  |
| T 12                    | Prusse       | AL T 12 no 7727 à 7729 NORD 3.888 à 3.899 | 1-130 TB 703 à 729 2-130 TC 1 à 12                                          | Armistice 1918 |  |  |
| T 11                    | Prusse       | PLM 5751 à 5773 puis 130 BT 1 à 23 | 5-130 TB entre 4 et 23                                                      | Armistice 1918, mutées sur la région Est : 1-130 TC entre 504 et 523                                                                               |  |  |
| T 5                     | Wurtemberg   | NORD 3.1495 à 3.1497 | 2-131 TA 1 à 3                                                              | Armistice 1918 |  |  |
| VIc                     | Bade         | Région Est | 2-131 TX ? à ?                                                              | Armistice 1945, ex-DR série BR 75 |  |  |
| T 10                    | Prusse       | NORD 3.1499 puis 3.887 | 2-230 TB 1                                                                  | Armistice 1918 |  |  |
| T 13                    | Prusse       | AL T 13 no 7961 à 7964 | 1-040 TC 961 à 964                                                          | Armistice 1918 |  |  |
| T 13                    | Prusse       | NORD 4.1941 à 4.1959 | 2-040 TF 1 à 16                                                             | Armistice 1918, 3 vendues à la Compagnie des mines d'Anzin en 1929 : 4.1950, 4.1951 et 4.1957                                                      |  |  |
| KDL 4                   |              | Plusieurs régions | 040 TX 1 à 67                                                               | Armistice 1945 |  |  |
|                         |              | ? | 040 TY ? à ?                                                                | Armistice 1945, (Inconnu) |  |  |
| T 14                    | Prusse       | AL T 14 no 8541 à 8546 AL T 14 no 8551 à 8556 (ex-ÉTAT 42-903, 42-906, 42-908, 42-918, 42-919 et 42-921) EST série 11 S no 4651 et 4656 à 4682 | 1-141 TA 541 à 546, 551 à 556, 651 et 656 à 682                             | Armistice 1918 |  |  |
| T 14                    | Prusse       | ÉTAT 42-901 à 42-923 | 3-141 TA 901 à 923                                                          | Armistice 1918, mutées sur la région Est : 1-141 TA 301 à 323                                                                                      |  |  |
| T 15                    | Prusse       | NORD 5.551 à 5.555 | 2-050 TA 1 à 5                                                              | Armistice 1918 |  |  |
| XI HT                   | Saxe         | ÉTAT 50-901 à 50-912 NORD 5.526 | 3-050 TA 901 à 912 2-050 TC 1                                               | Armistice 1918 |  |  |
| T 16 et T 16.1          | Prusse       | NORD 5.501 à 5.504 et 5.505 à 5.525 PLM 5801 à 5807, 5808 à 5812 et 5813 à 5831 puis 5-AT 1 à 31                                               | 2-050 TB 1 à 25 5-050 TA 1 à 31                                             | Armistice 1918 |  |  |
| KDL 5                   |              | Plusieurs régions | 050 TX 1 à 38                                                               | Armistice 1945 |  |  |

## Sources